# José Cort Botí
José Francisco Cort Botí, Alcoy (Alicante), 28 de mayo de 1895 - Valencia, 22 de diciembre de 1961, fue un arquitecto valenciano.

## Biografía
Hijo del ingeniero alcoyano José  Cort  Merita y de Francisca Botí Gisbert y hermano menor del urbanista César Cort Botí. Obtiene el título de arquitecto en la Escuela de Arquitectura de Madrid en 1919 y decide quedarse allí junto a su hermano César.
En 1923 obtiene la plaza como arquitecto de Hacienda por oposición. Durante un largo período se presenta a numerosos concursos de arquitectura. En 1925 al de la Tabacalera en Madrid, al Ateneo Mercantil de Valencia en 1927 junto a su hermano César, quedando clasificado entre los proyectos finalistas, Vivienda Mínima organizado por García Mercada, sociedad «Hijos de José Legorburo» en Albacete, 1935, etc.

## Obras
Algunas de sus obras más destacadas son:
- Reforma del Teatro Principal, en Alicante, 1927.
- Clínica para la Cooperativa Médica, en Alicante, 1927.
- Casa del Dr. Andrés Bru Ibarra, en Elche ( Alicante) 1928.
- Capilla del Instituto Provincial de Ciegos, en Alicante, 1927-1928.
- Proyecto de Escuelas en Anna (Valencia), 1936.
- Casa de la Caridad, en Valencia, 1937.
- Grupo de 138 viviendas y equipamientos de Artes Gráficas, en Valencia (1949-1962).
- Grupo de 203 viviendas para la Cooperativa de la Vivienda Popular Valenciana junto a Vicente Valls Gadea, en Valencia (1959-1964).
- Grupo escolar Pare Jofré, El Puig (Valencia).

### Obra en la ciudad de Valencia de 1939 a 1957
- Reforma de la fachada en calle Serrano Morales 5, 1941.
- Reforma edificio para Francisca Rostán y Luis Lafora Almudéver en calle Cervantes 30, unido al contiguo 32, en colaboración con Luis Costa Serrano, 1942.
- Reforma edificio para Francisca Rostán y Luis Lafora Almudéver en calle Cervantes 32 en colaboración con Luis Costa Serrano, 1942.
- Portada en tienda de marroquinería para Alejandro Bellido en calle Ruzafa 3. 1943.
- Proyecto edificio para Luis Solís Bartrina en calle Travesía Calabuig y Vicente Brull (Grao). 1945.
- Proyecto de edificio para José María  Baixauli Ramón y Vicente Soler Puig en calle Cuenca esquina a Ángel Guimerá. 1945.
- Edificio para José Tello Bellido en calle Palleter esquina a 62 en proyecto. 1945.
- Proyecto edificio para Carmen Crespo Bañón, viuda de Vicente Climent Vila, en calle Juan Piñol y travesía de la Mascota. 1945.
- Proyecto edificio para José Esteve Pastor/ luego Francisco Portero Sáez en calle Literato Azorín. 1945.Edificio en calle Doctor Gil y Morte (1945)

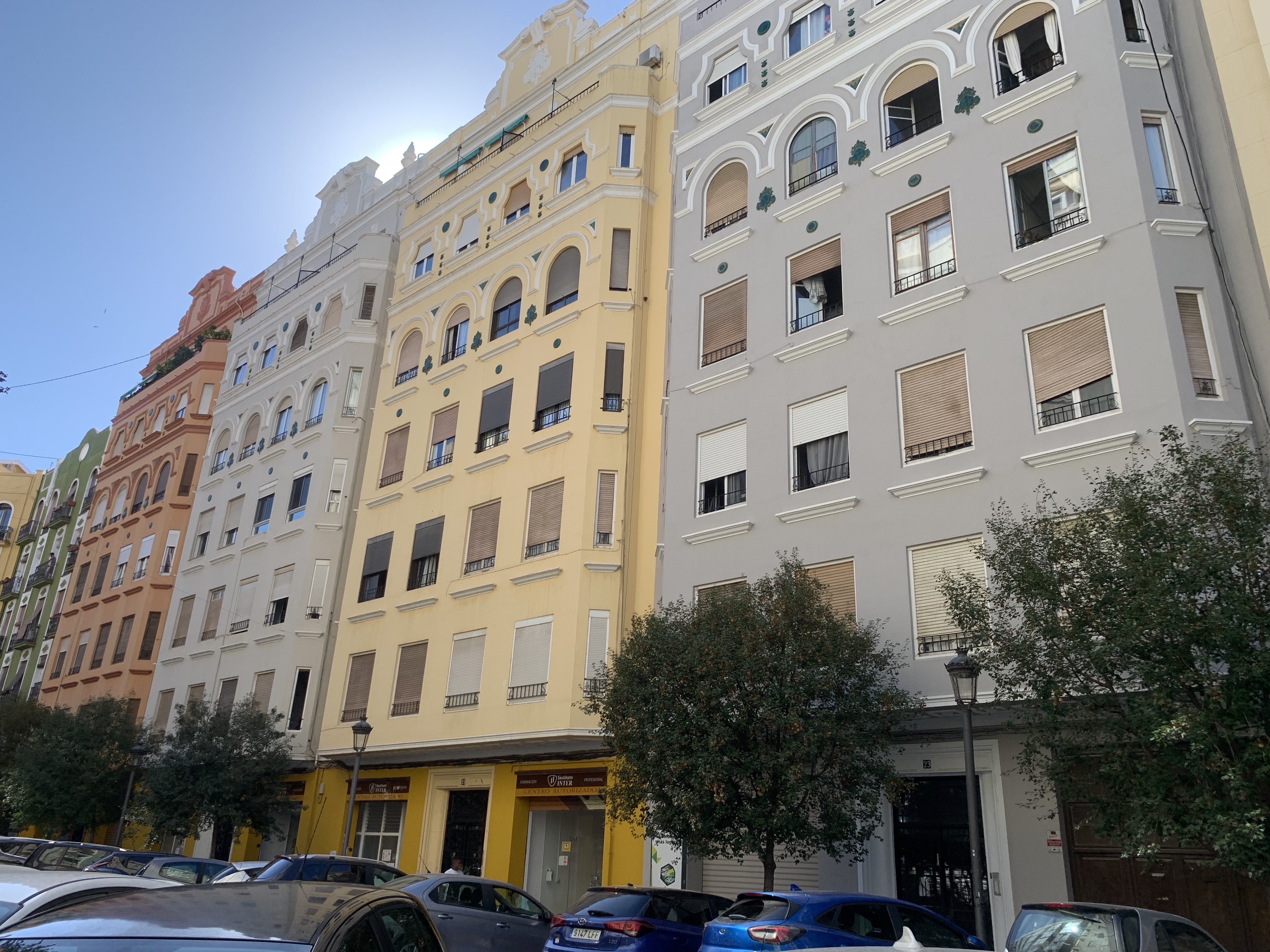
Edificio en calle Doctor Gil y Morte (1945)

- Edificio para Vicente Alcover Barceló y Manuel Bara Taroncher en calle Gil y Morte 15, 17, 19 y 21. 1945.
- Edificio para José Esteve Pastor, luego José Garcerán Simón, Nicolás Bolós Esteban y Francisco Moret Aparisi en Paseo de la Alameda 11. 1945, 1948.
- Edificio para Obras y Construcciones Urbanas S. A. (OCUSA) en calle Juan Llorens 41 esquina a Erudito Orellana (Ángel Guimerá 46 esquina a Erudito Orellana y Juan Llorens). 1946.
- Proyecto edificio para Vicente y Enrique Más Llorens en calles 58 y 68 del plano. 1946.
- Edificio para José Esteve Pastor en calle Burriana 29. 1946.
- Edificio para Rafael Salom Fornals, luego Francisco Salvador Navarro en calle San Vicente esquina a Picasent. 1946.
- San Vicente Mártir 135 esquina a Doctor Vila Barberá. 1946.
- Edificio para José Tello Bellido en calle San Ignacio de Loyola esquina a Palleter. 1946.
- Proyecto grupo de 66 viviendas para Obras y Construcciones Urbanas S. A. (OCUSA) en el Camino de Tránsitos, calle en proyecto y dos calles particulares, en colaboración con Vicente Valls Gadea. 1946.
- Grupos A, B, C, y D de 463 viviendas para Obras y Construcciones Urbanas S. A. (OCUSA) en Benicalap, en colaboración con Vicente Valls Gadea. 1946.
- Proyecto grupo de 192 viviendas para Obras y Construcciones Urbanas S. A. (OCUSA) en Camino de Tránsitos, en colaboración con Vicente Valls Gadea. 1946.
- Grupo de 30 viviendas unifamiliares para la Cooperativa Casas Baratas Dependencia Mercantil en Archiduque Carlos, Chiva y Mariano Ribera. 1946, 1948.
- Edificio para Francisco Esteban Adelantado en representación de Nicolás Bolós Esteban y José Garcerán Simón, luego Nicolás Bolós Esteban, Julio Martínez Gallego y Pedro Alriols Bosque en calle Salas Quiroga 19. 1947.
- Proyecto edificio para Enrique Ocaña Vidal en avenida Doncel Luis Felipe García Sanchiz (posteriormente avenida del Puerto) y Camino Hondo del Grao. 1949.
- Edificio para Vicente y Salvador García Blasco en calle Gracia 4. 1949.
- Grupo edificios para Muñiz y H. de Alba en calle Pintor Peris Brell. 1949.
- Edificio para la entidad Muñiz y H. de Alba en calle Mariano Berenguer Mallol. 1949
- Bloque de tres edificios para Inmobiliaria Vasco-Levantina S. A. en el Camino de Tránsitos y calle 19. 1949.
- Grupo de 204 viviendas para José Zaragozá Zaragozá en Camino Nuevo de Torrente a Picaña. 1951.
- 149 viviendas para la Cooperativa de Viviendas Construcción Popular (COPUVA) y el Instituto Nacional de la Vivienda en el Camino Viejo del Grao. 1951, 1954.
- Edificio para José Tello Bellido y José Tello Guillén en calle Palleter esquina a San Ignacio de Loyola. 1951.
- Grupo de 138 viviendas para Obras y Construcciones Urbanas S. A. (OCUSA) en Camino de Tránsitos. 1953.
- Grupo de 42 viviendas para Obras y Construcciones Urbanas S. A. (OCUSA) en Camino de Tránsitos. 1953.
- Grupo de 42 viviendas para Obras y Construcciones Urbanas S. A. (OCUSA) en Camino de Tránsitos y calles 87 y 121 del plano. 1953
- Edificio para Luis Estellés Ríos, Valeriano Miralles y Rafael Jorro en Gran Vía Fernando el Católico esquina a Maestro Palau.
- Gran Vía Fernando el Católico 24 esquina a Maestro Palau. 1954.
- Proyecto grupo de 92 viviendas para Solares y Construcciones S. A. (SOCUSA) en calle J. Ballester y en proyecto. 1954.
- Edificio para José Mellado Hormaechea/ luego Enrique y Bautista Comes Monfort en calle Ángel Guimerá. 1954.
- Grupo de 75 viviendas para la Cooperativa de Viviendas Protegidas Los Ferroviarios (COVIFE) en Camino de Algirós. 1954.
- Edificio para Juan Bautista Riera Sancho en calle Cuarte 20. 1954.
- Edificio para Vicente y Juana García Villanueva en calle Granada 15, 17, 19 y 21. 1954.
- Edificio para José Luis Martínez Lenguas en calle Literato Azorín 33. 1954, 1955.
- Edificio para Solares y Construcciones S. A. (SOCUSA),  luego Bautista Soler Crespo en avenida Jacinto Benavente 23 esquina a Reina Doña Germana. 1955.
- Edificio para Solares y Construcciones S. A. (SOCUSA), luego Vicente Soler Crespo en calle Reina Doña Germana. 1955.
- Acondicionamiento en planta baja y sótano de la sala de fiestas Balkis Club Boite para José Fernández Mocholí en el edificio Balkis en avenida del Oeste 26. 1955.
- Grupo de viviendas protegidas para el Patronato de San Francisco de Asís, Entidad Constructora Benéfica, en Camino de Bondia. 1955.
- Edificio para Luis Estellés Ríos, Rafael Jorro Vives y Valeriano Miralles Cousy en Gran Vía Ramón y Cajal 55. 1955.[3]